# 新潟県道269号土口谷浜停車場線
新潟県道269号土口谷浜停車場線（にいがたけんどう269ごう どぐちたにはまていしゃじょうせん）は、新潟県上越市内を通る一般県道である。

## 概要

### 路線データ
- 起点：新潟県上越市大字皆口字あかるが（新潟県道199号横畑高田線交点）
- 終点：谷浜停車場（新潟県上越市大字長浜字中ノ町）

## 地理

### 通過する自治体
- 新潟県上越市

### 接続する道路
- 新潟県道199号横畑高田線（起点：上越市大字皆口字あかるが、頸城バス「西谷内バス停」付近）
- 新潟県道523号中ノ俣下綱子線（上越市大字下綱子字外川原、頸城バス「下綱子バス停」付近）
- 国道8号（有間川交差点 - 上越市大字長浜（「上越市立長浜保育園」北方）で重複）
- 上越市道（終点：上越市大字長浜字中ノ町、「谷浜駅」前）

### 周辺
- えちごトキめき鉄道日本海ひすいライン
  - 有間川駅 - 谷浜駅
- 上越市立潮陵中学校
- 上越市立桑取小学校
- 上越市立谷浜小学校
- 桑取郵便局
- 谷浜郵便局
- たにはま海水浴場

## その他
- 路線名の「土口」は、起点付近の地名（新潟県上越市大字土口）に由来する。
- 終点付近は国道8号の旧道で、北国街道でもある。えちごトキめき鉄道と交差する第16北陸街道踏切には国道時代の141kmポストが現存する。